# Sierra de Mollina
La sierra de Mollina es una formación montañosa del norte de la provincia de Málaga, en Andalucía, España. También es conocida como sierra de la Camorra, aunque este es en realidad el nombre de una pequeña sierra situada al norte de la sierra de Mollina. Está situada entre los términos municipales de Mollina y Alameda, al este de la laguna de Fuente de Piedra. Fue declarada Zona de Especial Conservación (ZEC) en 2015. 
De relieve suave y redondeado y cubierta de una espesa vegetación, la sierra alberga numerosas cuevas, 32 según algunas fuentes, de interés geológico y espeleológico como la cueva del Almirez, la de la Higuera, la de los Órganos, la sima del Soldado o el abrigo de los Porqueros. Este está catalogado como Bien de Interés Cultural (BIC) con la tipología de monumento.

## Topografía
La sierra de Mollina pertenece a un conjunto de afloramientos aislados de la cordillera Subbética del que también forman parte la sierra de Humilladero, la sierra de los Caballos y la sierra de Estepa. Alcanza una altitud máxima de 798 m s. n. m. y tiene una extensión aproximada de 8 km². Presenta conjunto de dolinas bastante peculiar.
De las más de 32 cuevas que posee se conocen bien algunas como:
- Cueva de los Órganos: consta de dos bocas de entrada. La más grande está oculta por un árbol, y la de menor tamaño se abre en la misma roca madre, a ras de suelo. Posteriormente, ambas entradas se unen, continuando por una galería descendente hasta llegar a una gran sala donde un conjunto de cornisas colgadas y  gateras forman un pequeño laberinto. El desarrollo total es de 950 m. Esta cueva es conocida desde hace tiempo. De hecho, se han encontrado grafitis que se remontan al siglo XVIII, y uno, al año 1632.[3]

- Cueva de la Gitana: cavidad de escaso desarrollo con un suelo inestable de material suelto en rampa ligeramente descendente. Se abre al exterior mediante una boca irregular que está parcialmente disimulada por la vegetación.[3]

## Arqueología
En las oquedades de la sierra de Mollina, habitadas desde el Neolítico, se han encontrado restos arqueológicos en varias cavidades, como en las cuevas de las Goteras o de la Higuera así como las pinturas rupestres representando figuras humanas esquemáticas en la cueva del abrigo de los Porqueros, que fueron estudiadas por el abate Breuil en 1915.

## Flora y fauna
La importancia para la fauna radica en la gran colonia de murciélagos que albergan las cuevas y simas existentes en la sierra de Mollina y la  presencia ocasional de aves rapaces como buitre común, águila real, águila perdicera, halcón peregrino o búho real.